# Partido de General Pueyrredón
Partido de General Pueyrredón är en kommun i Argentina.   Den ligger i provinsen Buenos Aires, i den sydöstra delen av landet, 400 km söder om huvudstaden Buenos Aires. Antalet invånare är 564 056.
Trakten runt Partido de General Pueyrredón består till största delen av jordbruksmark. Runt Partido de General Pueyrredón är det tätbefolkat, med 411 invånare per kvadratkilometer.